# Kotlina Todżyńska
Kotlina Todżyńska (ros.: Тоджинская котловина, Todżynskaja kotłowina) – kotlina śródgórska w Tuwie, w Rosji, ograniczona Sajanem Wschodnim, Zachodnim oraz Górami Akademika Obruczewa, na obszarze zlewni dopływów Wielkiego Jeniseju (tuw.: Bij-Hem). Rozciąga się na długości 150 km. Leży na wysokości 800–1800 m n.p.m. Rzeźba ma charakter nisko- i średniogórski. W części zachodniej dominuje teren pagórkowato-równinny. Występuje wiele jezior. Kotlina porośnięta tajgą (modrzew, świerk, sosna) z wyjątkiem zachodniej części, która pokryta jest lasami brzozowymi i łąkami.
Środkową część kotliny zajmuje Rezerwat przyrody „Azas”.